# Esjufjöll
L'Esjufjöll est un massif volcanique partiellement masqué par les glaces au sud-est du Vatnajökull et au nord du Öræfajökull. Il possèderait une caldeira. Le seul fait répertorié pour ce volcan est une éruption volcanique mineure qui aurait eu lieu en 1927 déclenchant un jökulhlaup.
Une zone de 12 000 km2 autour d'Esjufjöll est classée depuis 1978 réserve naturelle[réf. souhaitée]. Sa disposition géographique, encerclé par les glaces, a permis à la flore de se développer[Comment ?] sans aucune influence extérieure, humaine ou animale.

## Géographie
En grande partie recouvert par les glaces du Vatnajökull, l'Esjufjöll est le volcan central d'un système volcanique qui culmine à 1 760 m. L'épaisseur de glace atteint 800 m par endroits.

## Géologie
Le massif fait un diamètre approximatif de 20 km. Il appartient la ceinture volcanique de l'Öræfajökull-Snæfell. La présence d'une caldeira est supposée mais n'est pas encore confirmée. Une éruption est supposée en raison d'un jökulhlaup qui s'est produit en 1927. Aucune autre éruption durant les 10 000 dernières années n'a pu être prouvée. 